# 송병철
송병철(1979년 3월 20일 ~ )은 대한민국의 희극인이다, 2006년 KBS 21기 공채 개그맨으로 데뷔하였다.

## 학력
- 성수고등학교 (졸업)
- 한림성심대학교 사회복지과

## 방송 활동
- 2013년 《나인 투 식스》 (MBC Every 1)
- 《개그콘서트》
  - 〈까다로운 변선생〉
  - 〈봉숭아 학당〉세르게이, 프로듀스 103등 송다니엘(강다니엘) 역
  - 〈닥터피쉬〉경호원 역
  - 〈씁쓸한 인생〉
  - 〈그냥 내비둬〉
  - 〈감사합니다〉
  - 〈비상대책위원회〉경찰 특공대 경사 역
  - 〈로열 패밀리〉
  - 〈불편한 진실〉
  - 〈패션 7080〉
  - 〈사랑합니다 형님〉
  - 〈불청객들〉
  - 〈엑스트라〉
  - 〈영길아〉
  - 〈이별에 대처하는 우리들의 자세〉
  - 〈병만이 형〉
  - 〈대학로 블루스〉
  - 〈일단뛰어〉
  - 〈징글 정글〉하루살이 역
  - 〈정여사〉점원 역
  - 〈미필적 고의〉김원효의 친형 역
  - 〈배신자〉
  - 〈컴백〉
  - 〈씨스타 29〉Mr.송 역
  - 〈편하게 있어〉송대리 역
  - 〈놈놈놈〉
  - 〈존경합니다〉송 보좌관 역
  - 〈덤 앤 더머 Show〉MC 번역
  - 〈초근접 현미경〉
  - 〈속상해〉과외선생님 역
  - 〈나는 킬러다〉부하(송비서) 역
  - 〈우주 라이크〉
  - 〈블랙 스네이크〉블러드 킹 역
  - 〈웰컴백쇼〉진행자 리키 역
  - 〈이럴 줄 알고〉비서 역
  - 〈죽어도 못 보내〉
  - 〈사랑이 LARGE〉김민경의 애인 역
  - 〈신랑입장〉
  - 〈컴온!〉크리스
  - 〈뷰티 잉? 사이드〉
- 2008년 《기막힌 외출》 시즌4 (코미디TV)
- 2007년, 2008년 《가족오락관》
- 2007년 《연예가 중계》
- 2012년 《소비자고발》
- KBS2 《영화가 좋다》 1+1 (with 이수지)
- 2020년 KBS2 《좀비탐정》 (특별출연)
- 2025년 KBS2 《오래된 만남 추구》

## 유행어

### 개그콘서트
- 감사합니다~감사합니다(감사합니다)
- 여자친구가 00했는데(감사합니다)
- 손님은 왕이다! 오늘도 열심히 일해야겠다(정여사)
- 안 됩니다 죄송하지만 바꿔드릴 수 없습니다(정여사)
- 아~ 있는 사람들이 더 하네!(정여사)
- 바꿔줘(정여사)
- 야~김원효(미필적 고의)
- 저 000갈래요(씨스타 29)
- 또 오셨습니까?(씨스타 29)
- 과장님 술을 많이 드시는 것 같아요(편하게 있어)
- 과장님 부하직원 송병철이라고 합니다(편하게 있어)
- 아이~진짜 불편해~(편하게 있어)
- 걸렸어! 안 통해! 맞아 그 돼지!(존경합니다)
- 물어보세요!(속상해)
- 민경씨는 제 생명의 은인 이거든요 제가 00 했는데 그게 민경씨 였어요!(사랑이 LARGE)
- 민경씨! 아! 여기 계셨군요!(사랑이 LARGE)
- 민경씨 이거에요? 사랑! 어렵다!!(사랑이 LARGE)
- 기분 탓입니다~(나는 킬러다)
- 그렇게 하면 예의가 아니죠 이렇게 해야 예의죠!(우주라이크)
- 웰컴 백~(웰컴 백 쇼)
- 너 죽고 나 죽고 너 먼저죽고 사랑해(봉숭아 학당)

## 연극
- 2009년 《개그뮤지컬 우리는 개그맨이다》

## 뮤지컬
- 2010년 《뮤직 인 마이하트》

## 기타
- 대학로갈갈이홀 개그콘서트

## 경력
- 2011년 12월 고양시 종합자원봉사센터 홍보대사

## 수상
- 2007년 KBS 연예대상 코미디부문 우수코너상
- 2011년 제12회 대한민국영상대전 개그부문 포토제닉상